# 栃木市立栃木西中学校
栃木市立栃木西中学校（とちぎしりつ とちぎにしちゅうがっこう）は、栃木県栃木市片柳町にある公立中学校。

## 沿革

### 年表
- 1947年4月 - 栃木市立栃木第二小学校の校舎を使用し、栃木市立栃木第二中学校として開校。
- 1950年8月 - 現在地に移転、栃木市立栃木西中学校と改称。

## 教育方針
- 教育目標
  - 進んで学ぶ生徒（自主）
  - 最後までがんばる生徒（根性）
  - 人のためにつくす生徒（奉仕）

## 特色
保護者で結成する親父の会が毎年、「学校でお泊まり会」を企画し、生徒が参加する。目玉イベントは夜の校舎を利用した肝試しで、保護者がお化けに扮し、やってくる生徒を驚かせる。このほか、夕食作りや寝袋を持ち込んで教室での宿泊体験を行う。

## 通学区域
栃木地区西部に相当する栃木市立栃木第五小学校学区の全域と栃木中央小学校学区、栃木第三小学校学区の一部が栃木西中学校の学区となっている。
- 湊町
- 祝町
- 柳橋町
- 河合町

- 境町
- 富士見町
- 薗部町1-4丁目

- 平井町
- 片柳町1-5丁目
- 箱森町の一部

## 周辺
- 栃木県立栃木高等学校
- 栃木県立栃木女子高等学校
- 栃木県立栃木商業高等学校
- 栃木県立栃木工業高等学校
- 栃木県立栃木農業高等学校
- 國學院大学栃木高等学校
- 栃木市立栃木第五小学校
- 栃木市立栃木中央小学校